# Kaingang

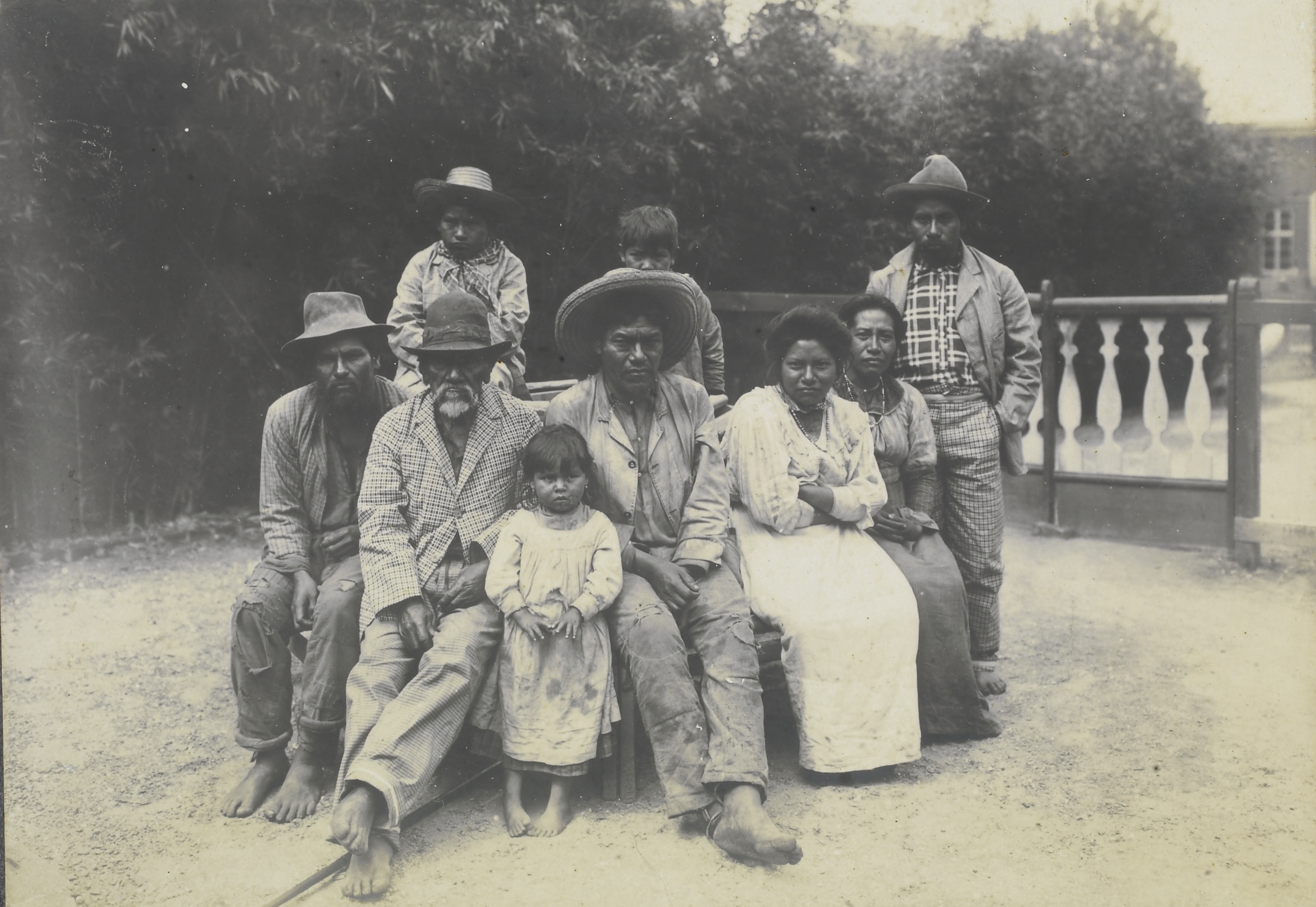
Porträt einer Kaingang-Gruppe (um 1910)

Die Kaingang (auch Kaingange, Caingange oder ähnlich) sind ein indigenes Volk im südlichen Brasilien. Das Volk umfasst heute knapp 29.000 Personen und gehört damit zu den fünf größten indigenen Völkern Brasiliens.
Die Kaingang leben in insgesamt 30 isolierten Siedlungsgebieten, die über die vier Bundesstaaten São Paulo, Paraná, Santa Catarina sowie Rio Grande do Sul verteilt sind. Die Einwohneranzahl der einzelnen Siedlungsgebiete variiert von fünfzehn bis 6.100. Auf weitere sieben Gebiete wird Anspruch erhoben.
Die Sprache der Kaingang (ISO 639-3 kgp) zählt gemeinsam mit der Sprache der Xokleng zu den südlichen Gê-Sprachen. Die übrigen Gê-Sprachen, die zur Sprachfamilie Macro-Gê gehören, werden sehr viel weiter nördlich, etwa in Mato Grosso oder Pará, gesprochen. Unter den gêsprachigen Völkern sind die Kaingang das größte Volk und stellen ungefähr die Hälfte der Sprecher.

## Bevölkerungszahl
| Bundesstaat (von Nord nach Süd)                  | Anzahl Siedlungsgebiete | Angehörige |
| São Paulo                                        | 2                       | 105        |
| Paraná                                           | 11                      | 8.540      |
| Santa Catarina                                   | 5                       | 3.940      |
| Rio Grande do Sul                                | 12                      | 16.245     |
| Insgesamt                                        | 30                      | 28.830     |
| Quelle: portalkaingang.com und eigene Berechnung |                         |            |